# Filifascigera clarionensis
Filifascigera clarionensis är en mossdjursart som beskrevs av Osburn 1953. Filifascigera clarionensis ingår i släktet Filifascigera och familjen Frondiporidae. Inga underarter finns listade i Catalogue of Life.